# 菲格羅阿角
62°26′42.1″S 59°43′26.4″W / 62.445028°S 59.724000°W
菲格羅阿角（Figueroa Point），是南極洲的海岬，位於南設得蘭群島的格林尼治島，處於斯帕克角東南面0.21公里、內格拉角西南面6.44公里、阿什角西南面4.37公里和塞拉諾角東北面1.52公里的加拉帕戈斯灣入口處東南面，現時由南極條約體系管理。